# La Sương Sương
La Sương Sương (13 tháng 5 năm 1972 – 24 tháng 1 năm 2007) là một nữ ca sĩ thuộc dòng nhạc trẻ, nhạc hải ngoại. Cô có hơi dài, mạnh, chất giọng khàn, trầm đục, có thể hát giọng alto và cả giọng soprano, có thể lên xuống trong vòng 2 octaves và cô đặc biệt thành công với những nhạc phẩm của ca-nhạc sĩ Nhật Trung như "Trái tim buốt giá", "Đành chôn theo quên lãng", "Tình trái ngang".

## Tiểu sử
La Sương Sương tên thật là Đỗ Thanh Trang, sinh tại Sài Gòn vào ngày 13 tháng 5 năm 1972 trong một gia đình có chín người con. Năm 1991, khi 19 tuổi, cô tham gia thi giải Tiếng hát Truyền hình Thành phố Hồ Chí Minh và đạt được hạng Tư trên tổng số hơn một ngàn thí sinh dự thi, cùng thi có Hồ Lệ Thu bằng điểm và Như Quỳnh được giải đặc biệt. Nghệ danh La Sương Sương là cô chọn theo một nhân vật trong phim bộ Đài Loan. Cũng trong dịp này, cô quen biết với Nhật Trung là người đã đệm đàn piano cho cô hát trong cuộc thi này và sau này trở thành bạn đời của cô, gắn bó đến cuối đời.
Khi vừa bắt đầu nổi tiếng và có tên trong chương trình Làn Sóng Xanh, hát trong chương trình Duyên Dáng Việt Nam 1, cô theo gia đình qua Hoa Kỳ năm 1994, bước đầu định cư tại San Jose, California.
Sau 1 năm, cô di chuyển về Quận Cam, California, và bắt đầu xuất hiện trên những video của Trung tâm Làng Văn, Diễm xưa. Sau khi Diễm xưa phát hành cho cô 3 CD, cô được chú ý và được mời cộng tác với các trung tâm khác như Tình, Thúy Nga. Được ái mộ nhất trong thể loại nhạc trẻ, nhưng riêng cô thú nhận thích loại nhạc thính phòng, nhạc nhẹ, dân ca và cô cũng hát những bài thuộc thể loại này và theo cô "Bài hát cực nhất cho em là bài Một Thoáng Tây Hồ, học trên một tháng mới có được cái "mùi", cái "chất" của Chầu văn"
Bị đau thận nên tháng 5 năm 2005, cô sang Trung Quốc để thay thận. Tưởng đã bình phục, vào tháng 10 cô tổ chức ra mắt cho CD mới của cô (CD Nuối Tiếc Một Bờ Môi - Phai Dấu Cuộc Tình) và cùng Nhật Trung hát cho chương trình nhạc Xuân của Thúy Nga với bài "Tình em mùa xuân" trong Paris by Night 80: Tết khắp mọi nhà. Đây cũng là lần trình diễn trước công chúng cuối cùng của cô vì sau đó, sức khỏe sa sút và cô phải vào bệnh viện ở Fountain Valley điều trị. Cuối năm 2005, La Sương Sương được ghép thận lần thứ 2 tại Mỹ nhưng cũng không thành công. Từ việc thay thận, gan bị yếu, cô phải thay gan 2 lần nhưng bệnh tình cũng không khả quan hơn và cô bị kiệt sức. Theo lời khuyên của bác sĩ, gia đình đã quyết định rút ống trợ sinh, và cô qua đời vào lúc 5 giờ sáng ngày 24 tháng 1 năm 2007 tại bệnh viện trường đại học UCLA, Los Angeles, California và được an táng ngày 30 tháng 1 tại nghĩa trang Oak Hill, San Jose.
Ngoài đời sống, La Sương Sương được mô tả là người có khiếu mỹ thuật, thường tự làm tóc và may trang phục trình diễn, giỏi nội trợ và nấu ăn. Cô hiền hòa, khéo xử và được lòng nhiều ca sĩ đồng nghiệp và được khán-thính giả khắp nơi yêu mến. Ngoài việc đi trình diễn, cô còn theo học tại trường Golden West, học thêm về Thanh nhạc, về thiết kế (Design).
Từ ngày sang Hoa Kỳ, La Sương Sương đã phát hành tổng cộng 15 đĩa nhạc, trong đó một số hát riêng và một số hát chung với ca sĩ khác.

## CD
- Asian Top Hits: Nuối tiếc một bờ môi - Phai dấu cuộc tình (Tình, 2005)
- Đêm cô đơn (Tình, 2004), với Nhật Trung
- Nhớ em Hà Nội (Diễm xưa CD 140, 1998), với Vũ Khanh
- Em là tình yêu (Diễm xưa CD 137)
- Giấc mơ có thật
- Thôi anh hãy về (Gold Tóc Mây)
- Dáng xưa về đâu (Thế Giới Nghệ Thuật)
- Chị Tôi (Làng Văn 248)
- Hạnh Phúc lang thang (L&T Music, 1996), với Vũ Khanh
- Đừng nói yêu em (Diễm xưa CD 124)
- Chia tay hoàng hôn (Diễm xưa CD 102)
- 18 Yêu kiều (Diễm xưa CD 144)
- Ngày em đi (Diễm xưa CD 128)
- Không còn ai yêu anh như em đã yêu anh (Diễm xưa CD 116)
- Tình đầu (Diễm xưa CD 96)
- Từ khi có nhau
- Chiều hoang (Album by La Suong Suong and Ngọc Sơn)
- Mimosa 70: Có nhau trong đời (Album by La Suong Suong and Minh Thuận)

## Trình diễn trên sân khấu/Music Videos

### SAIGON NIGHT 3
LK Quỳnh Hương - Minh Thuận, Nhật Hào, La Sương Sương

### Đài truyền hình thành phố Hồ Chí Minh
Chúc Mừng Sinh Nhật - La Sương Sương

### Phương Nam Phim
Đường Một Chiều - La Sương Sương

### Trung tâm Diễm Xưa
Thôi Anh Hãy Về - La Sương Sương
Con Gái -  La Sương Sương
Chia Tay Hoàng Hôn - La Sương Sương
I Love You - La Sương Sương
Valentine - La Sương Sương
Hỡi Tình Yêu -  La Sương Sương
Anh Còn Nhớ Mùa Xuân - La Sương Sương
Thành Phố Buồn - Kỳ Anh, La Sương Sương
Chỉ Vì Em Yêu Anh - Kỳ Anh, La Sương Sương
Ơn Em - Hoàng Nam, La Sương Sương
Quán Cafe Vắng, Người Tình Cách Xa - Hoàng Nam, La Sương Sương
18 Yêu Kiều -  Nhật Trung, La Sương Sương

### Trung tâm Làng Văn
Chị Tôi - La Sương Sương
Thì Thầm Mùa Xuân - La Sương Sương

### Trung Tâm Ca Dao Productions
Trời Còn Lất Phất Mưa Bay - La Sương Sương

### Trung tâm U-Sing-Along
Còn Gì Đâu - La Sương Sương

### Trung tâm Thế Giới Nghệ Thuật
Dòng Sông Ru Em - La Sương Sương
Phút Ban Đầu - La Sương Sương

### VOVN 10 Năm
Em Ngủ Trong Một Mùa Đông - La Sương Sương

### Trung tâm Tình Productions
| STT | Ca khúc                                  | Thể hiện với | Chương trình                     | Năm  |
| --- | ---------------------------------------- | --- | -------------------------------- | ---- |
| 1   | Giọt Sương Trên Mí Mắt (Thanh Tùng)      | solo | Que Huong Tinh Yeu & Tuoi Tre 4  | 1998 |
| 2   | Tình Như Con Giờ (Hữu Xuan & Nhất Trung) | solo | Que Huong Tinh Yeu & Tuoi Tre 7  | 2000 |
| 3   | Tuỏ̂i 15                                  | Nhật Trung | Que Huong Tinh Yeu & Tuoi Tre 9  | 2001 |
| 4   | Lỡ là̂m                                   | Nhật Trung | Que Huong Tinh Yeu & Tuoi Tre 10 | 2002 |
| 5   | Lien Khuc Tophits                        | Minh Tuyết, Tâm Đoan, Hạ Vy, Diễm Liên, Thanh Truc, Rebecca Quynh Giao, Vina Uyển My, Huy Vũ, Tiên Dũng, Minh Chanh, Nhật Trung, Johnny Dũng | Que Huong Tinh Yeu & Tuoi Tre 11 | 2003 |
| 6   | Hát cho người ở lại                      | solo | Que Huong Tinh Yeu & Tuoi Tre 11 | 2003 |
| 7   | Tình xa mãi xa                           | Nhật Trung | Que Huong Tinh Yeu & Tuoi Tre 11 | 2003 |
| 8   | Khi Giac Mo Ve                           | Nhật Trung | Que Huong Tinh Yeu & Tuoi Tre 12 | 2004 |
| 9   | Hát Cho Người Ra Đi (Quốc An)            | Bằng Kiều | Que Huong Tinh Yeu & Tuoi Tre 13 | 2005 |
| 10  | Chuyen Thuong Tinh The Thoi              | solo | Que Huong Tinh Yeu & Tuoi Tre 16 | 2008 |

### Trung tâm Thúy Nga
| STT | Ca khúc                                                  | Thể hiện với                                                            | Chương trình      | Năm  |
| --- | -------------------------------------------------------- | ----------------------------------------------------------------------- | ----------------- | ---- |
| 1   | Đành Chôn Theo Quên Lãng (Nhật Trung)                    | Nhật Trung                                                              | Paris By Night 67 | 2002 |
| 2   | Tình Trái Ngang (Nhật Trung)                             | Nhật Trung                                                              | Paris By Night 68 | 2003 |
| 3   | Trái Tim Buốt Giá (Nhật Trung)                           | Nhật Trung                                                              | Paris By Night 73 | 2004 |
| 4   | Tình Em Mùa Xuân (Trường Huy)                            | Nhật Trung                                                              | Paris By Night 80 | 2006 |
| 5   | LK Xuân Vui Ca (Nguyễn Hiền), Chúc Mừng Xuân (Thanh Sơn) | Bảo Hân, Như Loan, Hồ Lệ Thu, Minh Tuyết, Tâm Đoan, Ngọc Liên, Tú Quyên | Paris By Night 80 | 2006 |